# Geniodektes
Geniodektes (Genyodectes) – rodzaj teropoda z grupy ceratozaurów (Ceratosauria). Żył we wczesnej kredzie (prawdopodobnie ok. 125-99 mln lat temu) na terenach współczesnej Ameryki Południowej. Jego szczątki znaleziono w Argentynie (w prowincji Chubut), jednak dokładne miejsce znalezienia jest niepewne. Został opisany na podstawie fragmentu szczęki i kilku długich, wąskich zębów. Początkowo zaliczany do tyranozauroidów, później do karnozaurów, a obecnie do ceratozaurów. Genyodectes jest najbardziej podobny do Ceratosaurus, ale różni się od niego plezjomorficzną obecnością czterech zębów w kości przedszczękowej (ceratozaur miał trzy).